# 아르카이오르니토미무스
아르카이오르니토미무스(Archaeornithomimus)는 중생대 백악기 후기, 오늘날 아시아 대륙에 서식한 2족보행의 잡식성 공룡이다. '용반목'-'용각아목'-'오르니토미무스과'에 속하는 종이다. 학명은 "고대의 오르니토미무스(영어: Before Bird Mimic)"란 의미를 갖고 있다. 전체 몸 길이는 약 3.3m, 높이는 1.8m, 체중은 50kg정도였을 것으로 추정된다. 화석은 중국북부지방이나 북미 동부지역에서 주로 발견되었다. 타조형 공룡의 초기 모습을 띠고 있다.